# Arabische goudvleugelvink
De Arabische goudvleugelvink (Rhynchostruthus percivali) is een zangvogel uit de familie Fringillidae (vinkachtigen).

## Verspreiding en leefgebied
Deze soort komt voor in de bergen van het zuidwestelijk Arabisch Schiereiland.